# Olga Jensch-Jordan
Olga Jensch-Jordan est une plongeuse allemande née le 13 mars 1913 à Nuremberg et morte le 22 février 2000 à Berlin.

## Biographie
Aux Jeux olympiques d'été de 1932 à Los Angeles, elle se classe quatrième en tremplin à trois mètres. Elle termine cinquième de cette épreuve aux Jeux olympiques d'été de 1936 à Berlin.
Elle est aussi sacrée à deux reprises championne d'Europe de plongeon au tremplin à 3 mètres, en 1931 à Paris et en 1934 à Magdebourg.
Elle est cofondatrice du Comité national olympique de l'Allemagne en 1948 et du Comité national olympique de la République démocratique allemande en 1951.
Elle devient par la suite entraîneuse en Allemagne de l'Est. 
Elle est la belle-mère du plongeur Hans-Dieter Pophal.